# Ashton United FC
Ashton United Football Club is een Engelse voetbalclub uit Ashton-under-Lyne die speelt in de Northern Premier League Premier Division, het zevende niveau van het Engels voetbalsysteem. De thuishaven van de club is Hurst Cross, een stadion met 4.500 plaatsen waarvan 250 zitplaatsen.
In het seizoen 2004/05 en 2018/19 kwam Ashton United uit in de Conference North. De ploeg haalde tweemaal in de historie de eerste ronde van de FA Cup, in 1952 en in 1955.